# Mike Smith (judoka)
Mike Smith (ur. 6 września 1961) – nowozelandzki judoka.
Uczestnik mistrzostw świata w 1987. Drugi na mistrzostwach Wspólnoty Narodów w 1988. Zdobył pięć medali mistrzostw Oceanii w latach 1985 - 1988. Mistrz kraju w 1983, 1986, 1987 i 1989 roku.